# فيل كام
فيل كام (بالإنجليزية: Phil Camm)‏ هو الشريك المالك والعضو المنتدب لفريق غريفينز للركبي [الإنجليزية]، هو من أصل بريطاني سافر إلى الولايات المتحدة في عام 2004 للعمل في رياضة الرجبي. أنشئ فيل كام فريق غريفينز للركبي عام 2008، وعمل على إيصال الفريق إلى دوري كبار تكساس.